# Damon Stoudamire
Damon Lamon Stoudamire (Portland, 3 settembre 1973) è un ex cestista e allenatore di pallacanestro statunitense, professionista nella NBA. È cugino di Salim Stoudamire.

## Carriera
Fu scelto nel draft NBA 1995 dalla franchigia dei Toronto Raptors. Disputò un'ottima stagione mettendosi in luce come ottimo assistman. Partecipò al Rookie Challenge dell'All Star Game, e fu eletto Rookie dell'anno. Giocò 70 delle 82 partite, con 19 punti di media, tirando con oltre il 42,6% da due punti ed il 39% da tre punti, oltre a 4,0 rimbalzi e 9,4 assist a gara.
Rimase alla franchigia canadese fino all'inverno 1998, quando fu ceduto ai Portland Trail Blazers. Lì vi rimase fino al 2004-05, in un periodo che segnò l'inizio della sua fase calante. Aumentarono le sue percentuali dalla lunetta (91,2%), ma calarono le percentuali (39,2% dal campo, 36,9% da 3), i punti (15,8), gli assist (5,7) di media a gara, mentre i rimbalzi rimasero stazionari (3,7).
Nell'estate 2005 passò ai Memphis Grizzlies di Pau Gasol, ma un brutto infortunio gli fece disputare, nel 2005-06, solo 27 delle 82 partite in stagione. Rimane ai Grizzlies anche per il 2006-07. Nel 2007-08 Memphis scelse al draft Mike Conley, un playmaker molto promettente, che scalzò Damon dal ruolo di titolare, costringendolo a un minutaggio molto ridotto rispetto agli altri anni.
Nel gennaio 2008 Tony Parker, play degli Spurs, si infortunò e la franchigia texana sceglie di sostituirlo proprio con Damon, che approdò quindi ai campioni NBA in carica. Il suo minutaggio fu tuttavia ridotto, venendo utilizzato prima da titolare, poi come riserva di Parker, ed infine diventa addirittura quarto playmaker, scalzato anche da Jacque Vaughn e dal ritorno di Brent Barry, tanto che nei play-off non venne utilizzato quasi mai. A fine stagione uscì dal contratto con gli Spurs, e, dopo un periodo come free agent, ha deciso di accettare l'incarico di vice-allenatore dei Memphis Grizzlies

## L'impegno sociale
Non molto apprezzato ultimamente come giocatore, Damon è invece molto stimato come persona, avendo nella generosità una dote innata. Durante il periodo ai Grizzlies, ha visitato molte volte l'ospedale per bambini locale (St.Jude Children Research Ospital) per giocare con loro e regalargli un sorriso. È un membro del programma dei Grizzlies per i bimbi locali che scelgono il basket come sport. Insieme ad altri giocatori (tra i quali Eddie Jones) donò soldi per le vittime dell'uragano Katrina del 2005. Ha inoltre donato fondi per la Stax Music Academy durante uno show di beneficenza insieme a Brian Cardinal (dei Warriors) e Shane Battier (dei Rockets); senza contare le numerose partecipazioni al Lift Up American Food Drive, associazione che distribuisce il tacchino ai bisognosi durante il Giorno del Ringraziamento e i 250.000 dollari che ha donato insieme alla franchigia dei Blazers per salvare lo sport nelle scuole di Portland (che nel 2003-04 ha rischiato di scomparire). Ha inoltre fondato la Damon Stoudamire Fondation, che aiuta i più bisognosi nelle zone dell'Ontario, in Canada e a Portland, la sua città. Ha infine donato $20.000 alle scuole dell'Ontario per supportare ragazzi e ragazze disagiati o bisognosi.

## Statistiche
| * | Primo nella lega |

### NCAA
| Anno      | Squadra          | PG  | PT | MP   | TC%  | 3P%  | TL%  | RP  | AP  | PRP | SP  | PP   |
| --------- | ---------------- | --- | -- | ---- | ---- | ---- | ---- | --- | --- | --- | --- | ---- |
| 1991-1992 | Arizona Wildcats | 30  | -  | 18,0 | 45,5 | 40,6 | 77,1 | 2,2 | 2,5 | 0,7 | 0,1 | 7,2  |
| 1992-1993 | Arizona Wildcats | 28  | -  | 31,1 | 43,8 | 38,2 | 79,1 | 4,1 | 5,7 | 1,6 | 0,2 | 11,0 |
| 1993-1994 | Arizona Wildcats | 35  | -  | 33,3 | 44,8 | 35,1 | 80,0 | 4,5 | 5,9 | 1,6 | 0,1 | 18,3 |
| 1994-1995 | Arizona Wildcats | 30  | -  | 36,4 | 47,6 | 46,5 | 82,6 | 4,3 | 7,3 | 1,7 | 0,0 | 22,8 |
| Carriera  | Carriera         | 123 | -  | 29,8 | 45,7 | 40,2 | 80,4 | 3,8 | 5,4 | 1,4 | 0,1 | 15,0 |

### NBA

#### Regular season
| Anno      | Squadra             | PG  | PT  | MP   | TC%  | 3P%  | TL%  | RP  | AP  | PRP | SP  | PP   |
| --------- | ------------------- | --- | --- | ---- | ---- | ---- | ---- | --- | --- | --- | --- | ---- |
| 1995-1996 | Toronto Raptors     | 70  | 70  | 40,9 | 42,6 | 39,5 | 79,7 | 4,0 | 9,3 | 1,4 | 0,3 | 19,0 |
| 1996-1997 | Toronto Raptors     | 81  | 81  | 40,9 | 40,1 | 35,5 | 82,3 | 4,1 | 8,8 | 1,5 | 0,2 | 20,2 |
| 1997-1998 | Toronto Raptors     | 49  | 49  | 41,5 | 42,5 | 31,7 | 84,4 | 4,4 | 8,1 | 1,6 | 0,1 | 19,4 |
| 1997-1998 | Portland T. Blazers | 22  | 22  | 36,6 | 36,4 | 26,3 | 78,7 | 3,7 | 8,2 | 1,5 | 0,1 | 12,4 |
| 1998-1999 | Portland T. Blazers | 50  | 50  | 33,5 | 39,6 | 31,0 | 73,0 | 3,3 | 6,2 | 1,0 | 0,1 | 12,6 |
| 1999-2000 | Portland T. Blazers | 78  | 78  | 30,4 | 43,2 | 37,7 | 84,1 | 3,1 | 5,2 | 1,0 | 0,0 | 12,5 |
| 2000-2001 | Portland T. Blazers | 82  | 82  | 32,4 | 43,4 | 37,4 | 83,1 | 3,7 | 5,7 | 1,3 | 0,1 | 13,0 |
| 2001-2002 | Portland T. Blazers | 75  | 71  | 37,3 | 40,2 | 35,3 | 88,8 | 3,9 | 6,5 | 0,9 | 0,1 | 13,5 |
| 2002-2003 | Portland T. Blazers | 59  | 27  | 22,3 | 37,6 | 38,6 | 79,1 | 2,6 | 3,5 | 0,7 | 0,1 | 6,9  |
| 2003-2004 | Portland T. Blazers | 82  | 82  | 38,0 | 40,1 | 36,5 | 87,6 | 3,8 | 6,1 | 1,2 | 0,1 | 13,4 |
| 2004-2005 | Portland T. Blazers | 81  | 70  | 34,1 | 39,2 | 36,9 | 91,5 | 3,8 | 5,7 | 1,1 | 0,0 | 15,8 |
| 2005-2006 | Memphis Grizzlies   | 27  | 27  | 31,9 | 39,7 | 34,6 | 85,5 | 3,5 | 4,7 | 0,7 | 0,0 | 11,7 |
| 2006-2007 | Memphis Grizzlies   | 62  | 51  | 24,2 | 39,1 | 33,7 | 79,5 | 2,2 | 4,8 | 0,8 | 0,0 | 7,5  |
| 2007-2008 | Memphis Grizzlies   | 29  | 29  | 21,5 | 39,7 | 38,3 | 80,8 | 2,4 | 3,9 | 0,7 | 0,0 | 7,3  |
| 2007-2008 | San Antonio Spurs   | 31  | 4   | 13,3 | 30,1 | 25,5 | 75,0 | 1,5 | 1,7 | 0,4 | 0,1 | 3,4  |
| Carriera  | Carriera            | 878 | 793 | 33,2 | 40,6 | 35,7 | 83,3 | 3,5 | 6,1 | 1,1 | 0,1 | 13,4 |

#### Play-off
| Anno     | Squadra             | PG | PT | MP   | TC%  | 3P%  | TL%  | RP  | AP   | PRP | SP  | PP   |
| -------- | ------------------- | -- | -- | ---- | ---- | ---- | ---- | --- | ---- | --- | --- | ---- |
| 1998     | Portland T. Blazers | 4  | 4  | 41,5 | 39,7 | 36,4 | 100* | 4,3 | 9,5* | 1,3 | 0,3 | 17,8 |
| 1999     | Portland T. Blazers | 13 | 13 | 31,0 | 38,0 | 45,5 | 70,6 | 3,2 | 5,6  | 0,6 | 0,1 | 10,2 |
| 2000     | Portland T. Blazers | 16 | 16 | 27,9 | 41,5 | 33,3 | 83,3 | 2,6 | 3,6  | 0,5 | 0,3 | 8,9  |
| 2001     | Portland T. Blazers | 3  | 3  | 38,0 | 41,3 | 15,4 | 100* | 3,0 | 4,3  | 0,7 | 0,3 | 17,7 |
| 2002     | Portland T. Blazers | 3  | 3  | 33,0 | 22,7 | 75,0 | 66,7 | 2,3 | 3,3  | 0,7 | 0,0 | 5,0  |
| 2003     | Portland T. Blazers | 7  | 6  | 33,1 | 45,6 | 48,4 | 95,2 | 5,1 | 5,6  | 0,9 | 0,3 | 15,3 |
| 2008     | San Antonio Spurs   | 7  | 0  | 5,0  | 33,3 | 25,0 | 66,7 | 1,0 | 0,3  | 0,1 | 0,0 | 1,9  |
| Carriera | Carriera            | 53 | 45 | 28,2 | 39,9 | 38,9 | 84,7 | 3,0 | 4,4  | 0,6 | 0,2 | 10,1 |

#### Massimi in carriera
- Massimo di punti: 54 vs New Orleans Hornets (14 gennaio 2005)[1]
- Massimo di rimbalzi: 12 (3 volte)
- Massimo di assist: 19 vs Houston Rockets (27 febbraio 1996)
- Massimo di palle rubate: 5 (8 volte)
- Massimo di stoppate: 2 (5 volte)
- Massimo di minuti giocati: 55 (2 volte)

## Palmarès

### Giocatore
- NCAA AP All-America First Team (1995)
- NBA Rookie of the Year (1996)
- NBA All-Rookie First Team (1996)